# Jeffrey Williams
Jeffrey Nels Williams, detto Jeff (Superior, 18 gennaio 1958), è un astronauta statunitense.
Venne selezionato dalla NASA nel 1996 come astronauta e partecipò alla missione Shuttle STS-101 (2000) e a tre missioni di lunga durata Exp 13 (2005), Exp 21/22 (2009) e Exp 48/49 (2016) a bordo della ISS.

## Biografia

### Istruzione
Conseguì una laurea in Scienze Applicate e Ingegneria presso l'Accademia Militare degli Stati Uniti (USMA) di West Point nel 1980, una laurea e un master in Ingegneria aeronautica presso la U.S. Naval Postgraduate School, entrambi in 1987, un master in National Security and Strategic Studies presso lo U.S. Naval War College nel 1996, un dottorato onorario di Business Administration presso la Johnson and Wales University nel 2007 e un dottorato onorario di scienze da Grove City nel 2018.

### Carriera militare nell'Esercito
Come cadetto all'USMA, Williams fece parte della squadra di paracadutismo sportivo di West Point e ottenne la qualifica di esperto paracadutista sportivo e istruttore. Ricevette il grado di sottotenente nel maggio 1980 e venne nominato aviatore dell'Esercito statunitense nel settembre 1981. Williams completò un incarico di tre anni in Germania dove prestò servizio nel battaglione aeronautico della 3rd Armored Division. Dopo essere tornato negli Stati Uniti per conseguire una laurea, Williams venne selezionato per un incarico dell'Esercito presso il Johnson Space Center (JSC), dove svolse vari compiti a sostegno del Programma Space Shuttle. Nel 1992 frequentò la U.S. Naval Test Pilot School, e successivamente servì come pilota collaudatore e capo della Flight Test Division nell'Airworthiness Qualification Test Directorate dell'Esercito presso la Edwards Air Force Base. Williams si ritirò dal servizio attivo nel 2007 dopo più di 27 anni di servizio con il grado di colonnello, accumulando circa 3 100 ore di volo in più di 50 aerei diversi.

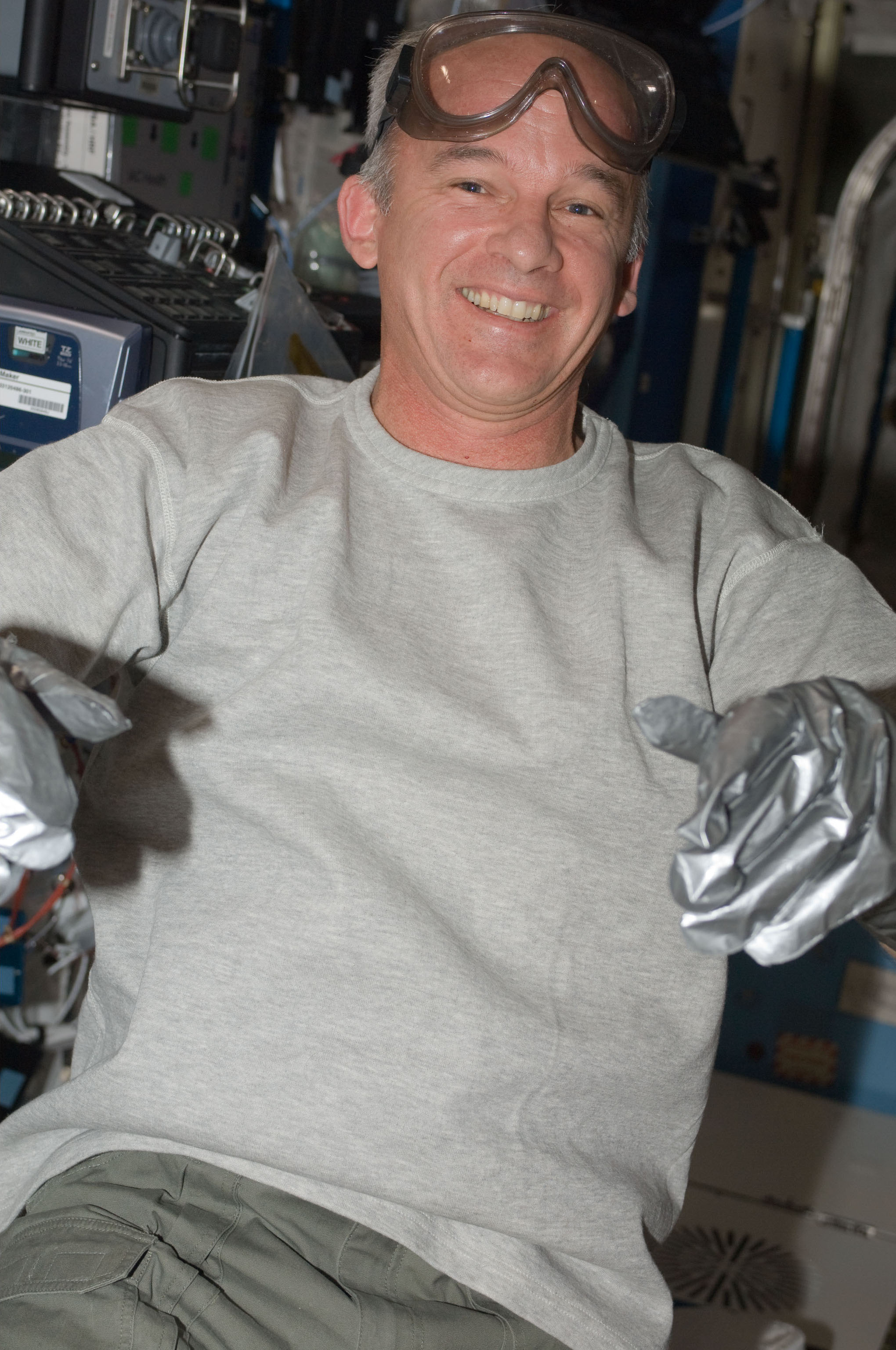
Williams a bordo della ISS nel 2009

### Carriera come astronauta
Venne selezionato come candidato astronauta nel Gruppo 16 della NASA nel 1996, al termine dell'addestramento di base venne qualificato come Specialista di missione. Durante la sua carriera NASA, tra un volo spaziale e l’altro, Williams lavorò nelle Divisioni Space Shuttle, Stazione spaziale internazionale, Attività extraveicolare (EVA) e Sojuz dell'Ufficio Astronauti. Inoltre guidò lo sviluppo dell’aggiornamento della cabina di pilotaggio dello Space Shuttle e svolse incarichi temporanei presso il Marshall Space Flight Center a supporto del collaudo e valutazione del modulo Destiny, e presso la sede centrale della NASA a sostegno degli affari legislativi. Nel luglio 2002 Williams comandò la missione analoga NEEMO 3 di nove giorni a bordo dell'habitat sottomarino Aquarius al largo della costa della Florida. Williams ricoprì il ruolo di membro degli equipaggi di riserva per le Expedition 12, 19, 20 e come riserva di Scott Kelly per la missione annuale One Year Mission (Exp 43-46). Al 2020, Williams ha accumulato più di 534 giorni nello spazio in quattro missioni spaziali, comprese 31 ore durante cinque attività extraveicolari.

#### STS-101
Williams partì per la sua prima missione spaziale il 19 maggio 2000 dal Kennedy Space Center a bordo dello Shuttle Atlantis come ingegnere di volo della missione STS-101. Nei dieci giorni di missione vennero consegnate provviste e pezzi di ricambio alla ISS, durante i quali Williams compiette l'unica EVA della missione con James Voss accumulando 6 ore e 45 minuti all'esterno. Questa missione avrebbe dovuto portare nello spazio il modulo russo Zvezda e collegarlo alla ISS ma il lancio del modulo venne rimandato. 

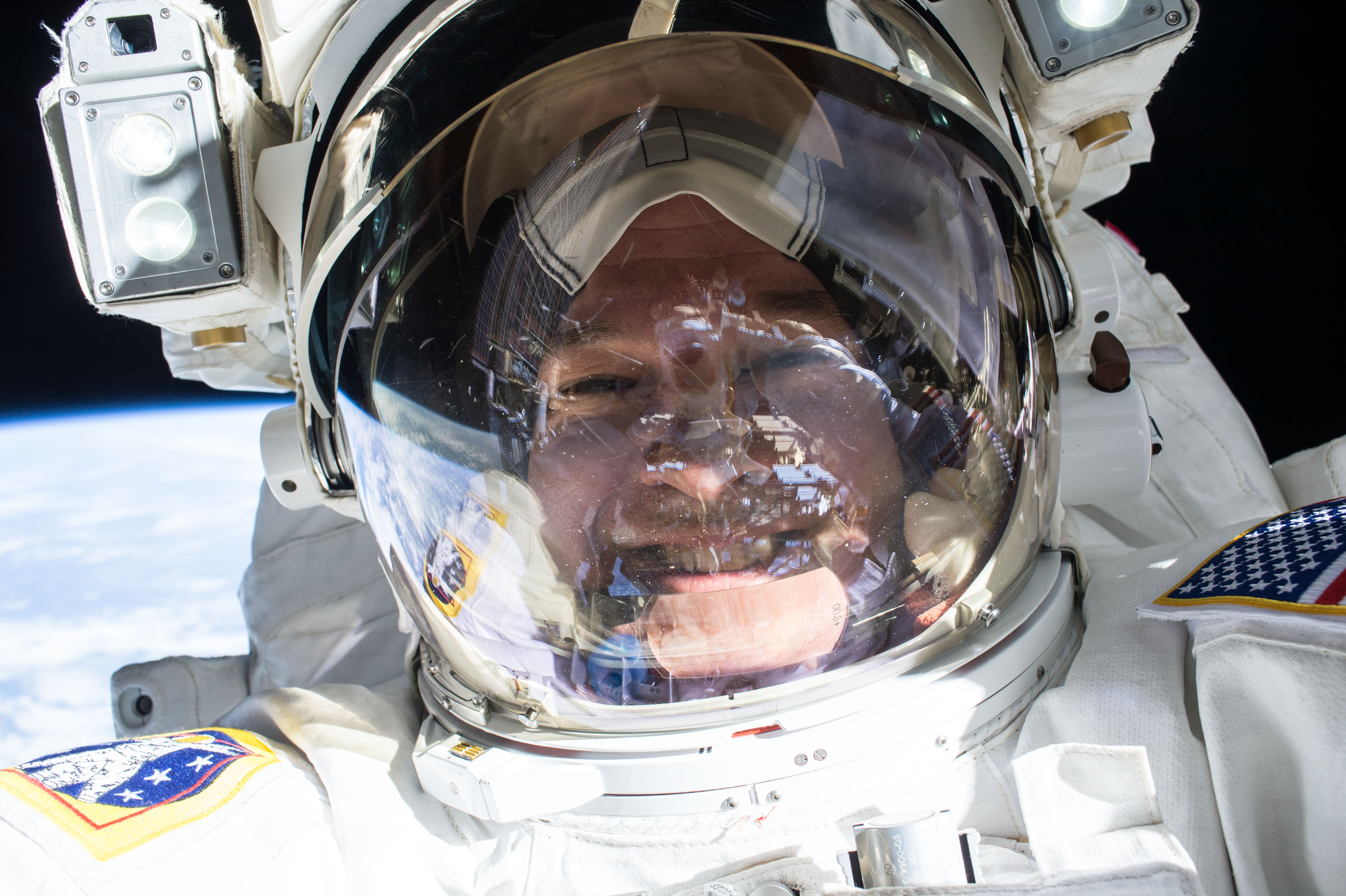
Williams si fa una foto durante un'EVA dell'Exp 48

#### Expedition 13
Tornò nello spazio il 29 marzo 2006 a bordo della navicella Sojuz TMA-8 come ingegnere di volo per la Expedition 13 con il comandante russo Pavel Vinogradov e l'astronauta brasiliano Marcos Pontes. Durante la permanenza in orbita della ISS, Williams effettuò due EVA (una nel Segmento russo e una nel Segmento americano), aiutò nelle operazioni in orbita durante le missioni STS-121 (dimostrazione delle tecniche per ispezionare e proteggere il sistema di protezione termica dello Space Shuttle) e STS-115 (installazione dei Segmenti P3 e P4), e partecipò alla prima Expedition con tre membri dell'equipaggio (Vinogradov, Williams e Reiter). Atterrò dopo 182 giorni di missione, il 28 settembre nel territorio del Kazakistan.

#### Expedition 21/22
Il suo terzo volo spaziale iniziò il 30 settembre 2003 quando venne lanciato a bordo della Sojuz TMA-16 con il comandante russo Maksim Suraev e il turista spaziale Guy Laliberté dal Cosmodromo di Bajkonur. Durante la missione di lunga durata Expedition 21/22 effettuò attività scientifica e aiutò nelle operazioni di installazione del modulo Poisk e delle missioni Shuttle STS-129 (consegna di due giroscopi, due serbatoi di azoto e uno di ammoniaca, due pompe, un LEE di ricambio del Canadarm2) e STS-130 (installazione dei moduli Tranquility e Cupola). Il 30 novembre 2009 assunse il comando della ISS che mantenne per i 107 giorni dell'Expedition 22. Il 18 marzo 2010 fece ritorno sulla Terra dopo 169 giorni in orbita.

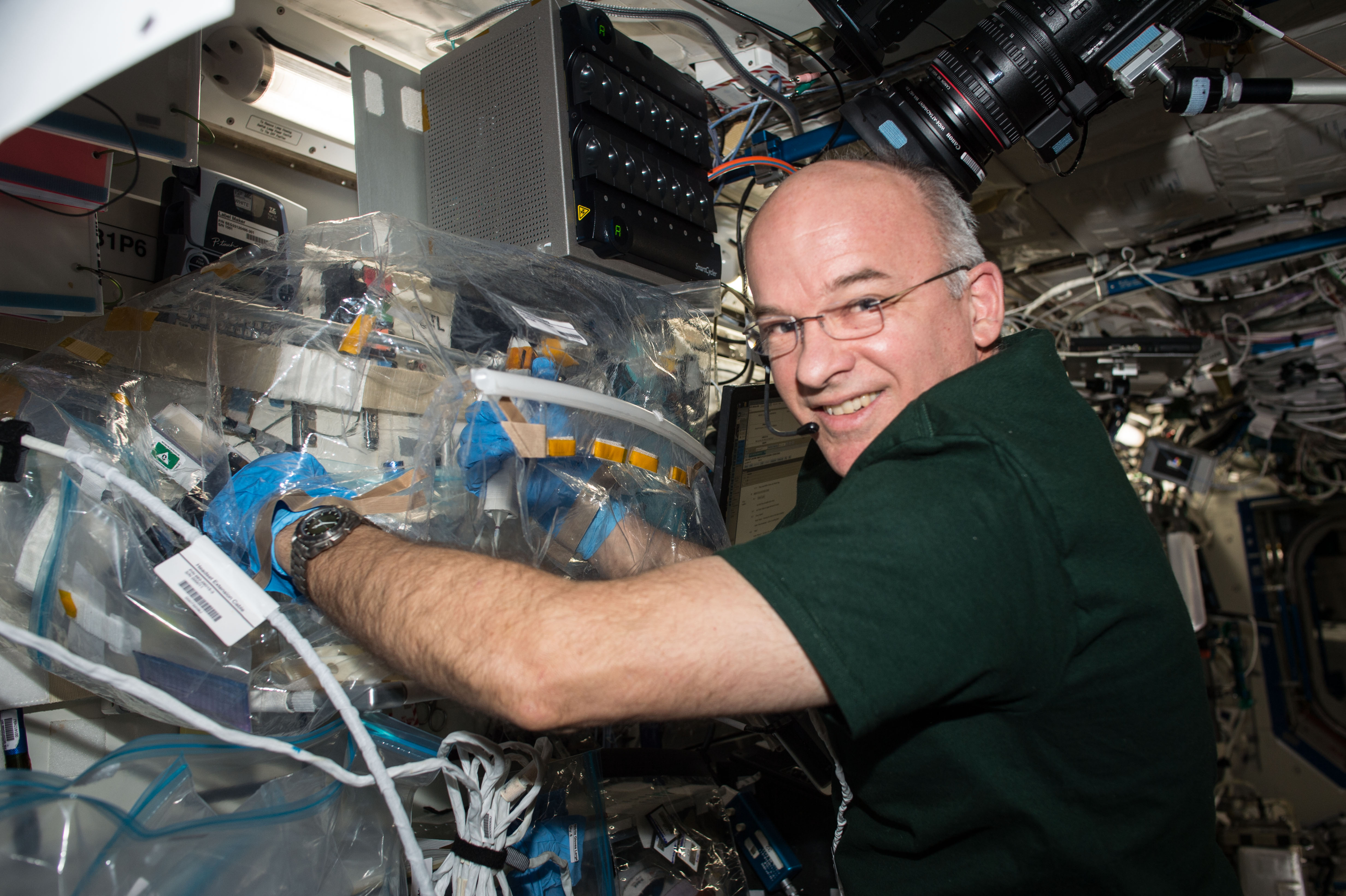
Lavorando nel laboratorio Destiny della ISS

#### Expedition 47/48
Il 18 marzo 2016 insieme ai cosmonauti Aleksej Ovčinin e Oleg Skripočka partì nello spazio per la quarta volta quando vennero lanciati a bordo della Sojuz TMA-20M dal Cosmodromo di Bajkonur. Usando il profilo di volo breve, dopo sei ore di viaggio, attraccarono alla ISS per prendere parte alle Expedition 47/48. Nei sei mesi di missione svolse centinaia di esperimenti scientifici, manutenzione della ISS, installato il nuovo modulo di prova BEAM sulla ISS e svolto due attività extraveicolari con Kathleen Rubins collegando, tra le altre cose, il primo IDA per l’attracco dei nuovi veicoli commerciali con equipaggio americani, Dragon 2 e CST-100 Starliner. Il 18 giugno assunse per la seconda volta il comando della ISS per l'Expedition 48. Dopo 172 giorni di missione atterrò nelle steppe del Kazakistan vicino alla città di Zhezkazgan. Durante questa missione accumulò complessivamente 534 giorni nello spazio, diventato all'epoca l'astronauta non-russo con più tempo nello spazio, superando Scott Kelly; nel 2017 la connazionale Peggy Whitson lo superò accumulando 665 giorni nello spazio.

## Vita privata
Sposato con Anna-Marie Moore e ha due figli adulti, due nuore e quattro nipoti. Gli piace la pesca, correre, andare in campeggio, fare sci, immersioni subacquee e lavorare il legno. 

## Galleria d'immagini

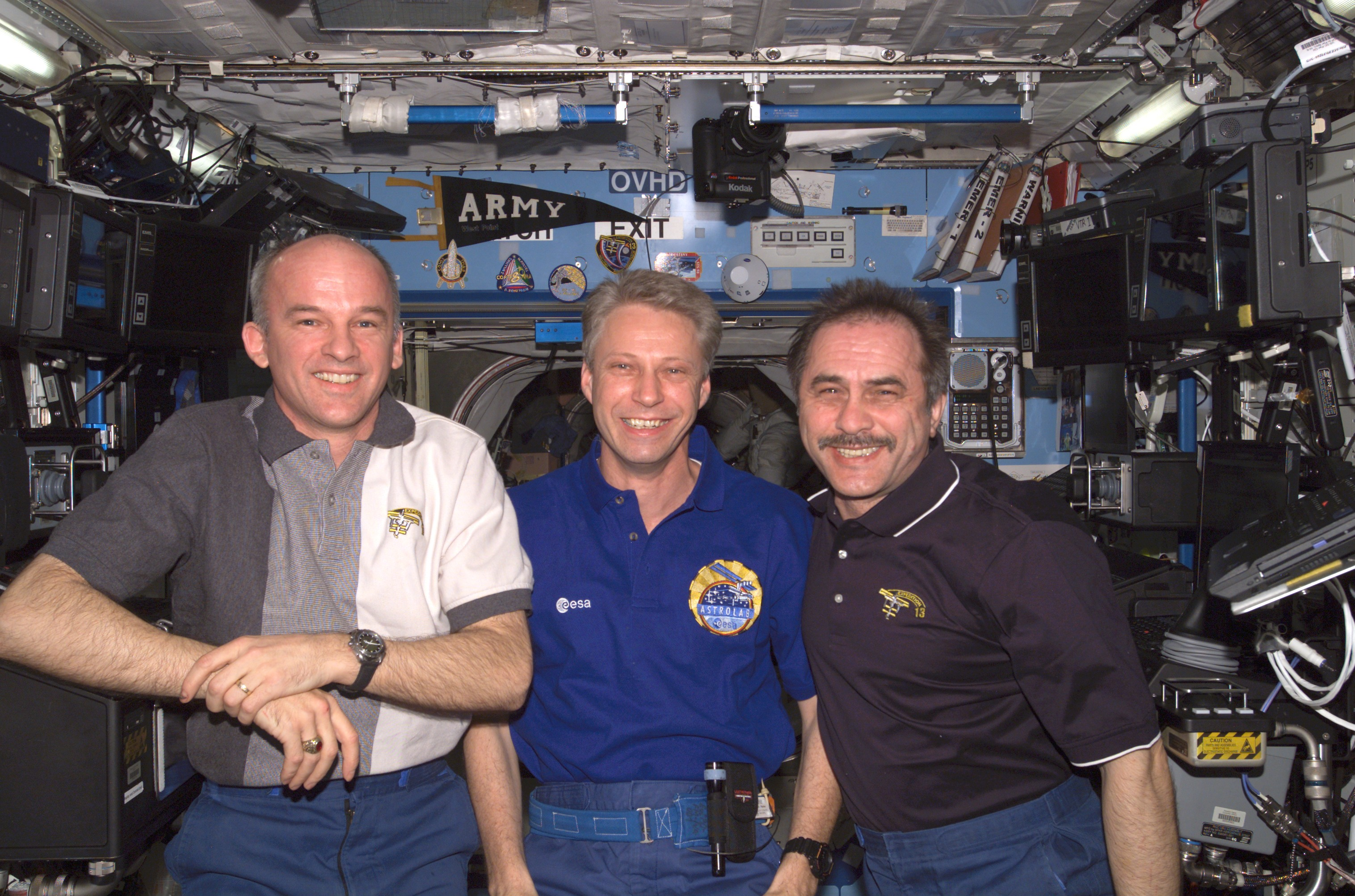
L'equipaggio dell'Exp 13
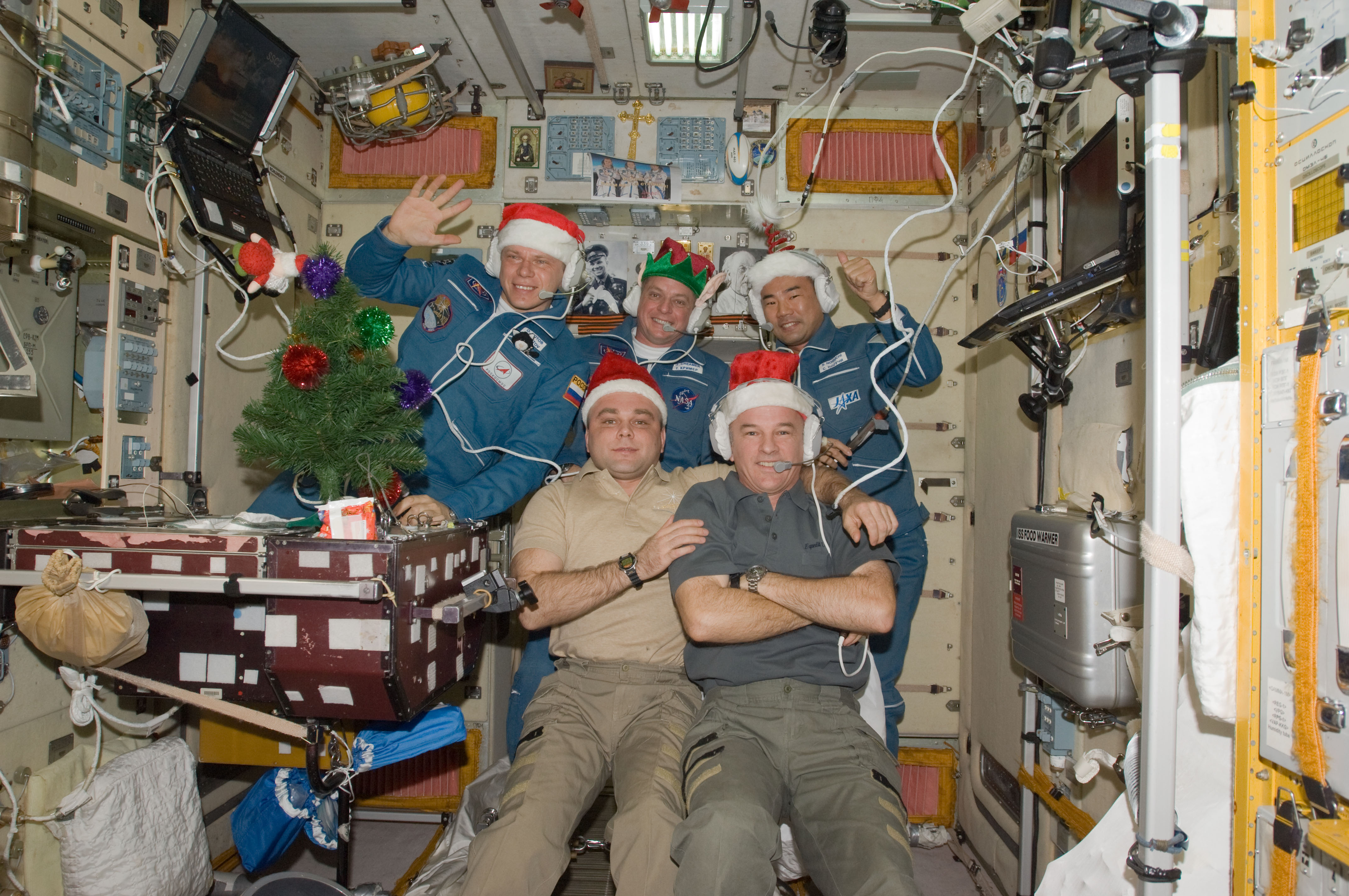
Natale 2009 a bordo della ISS
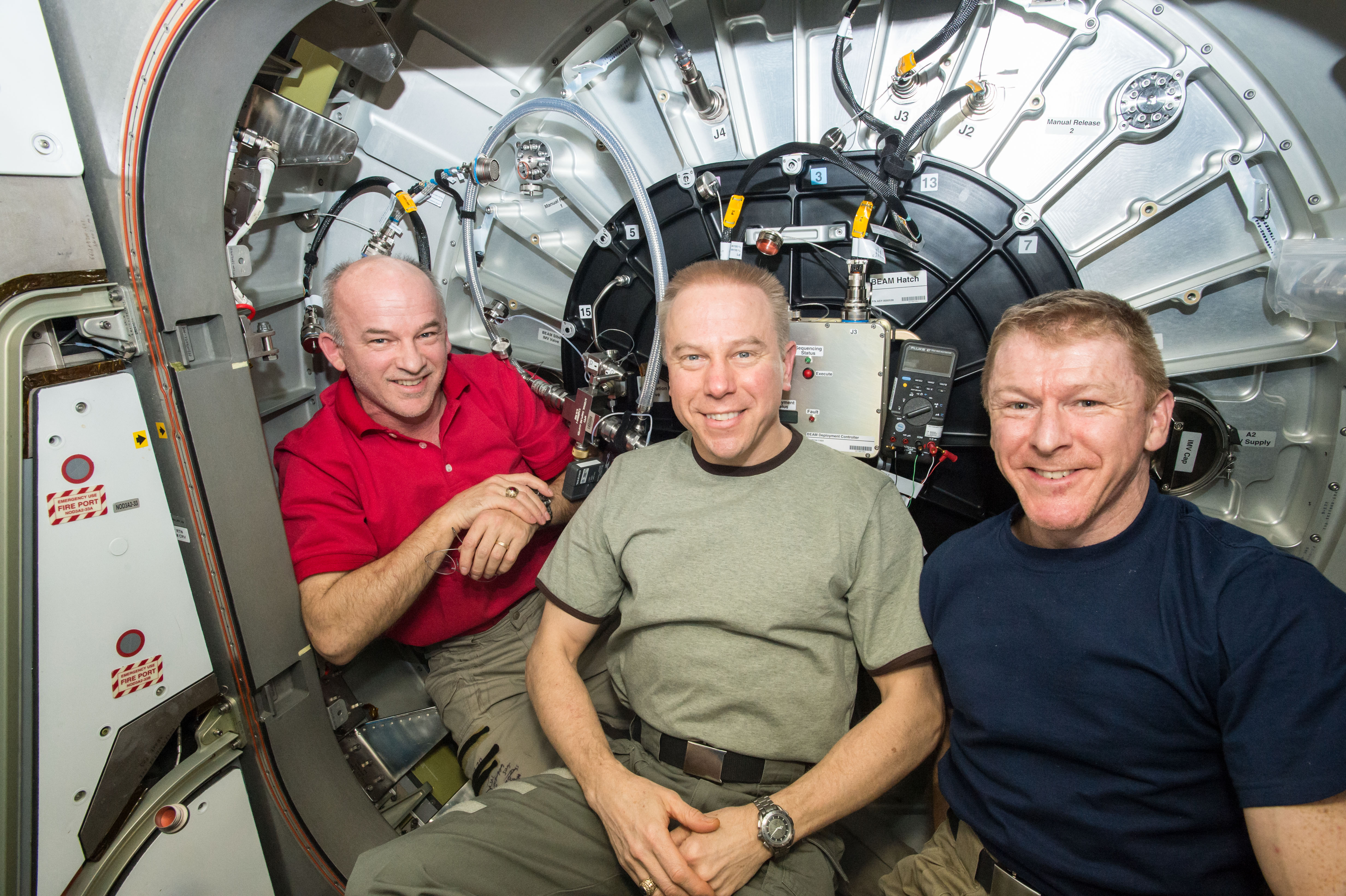
Williams, Timothy Kopra e Timothy Peake davanti al boccaporto di BEAM
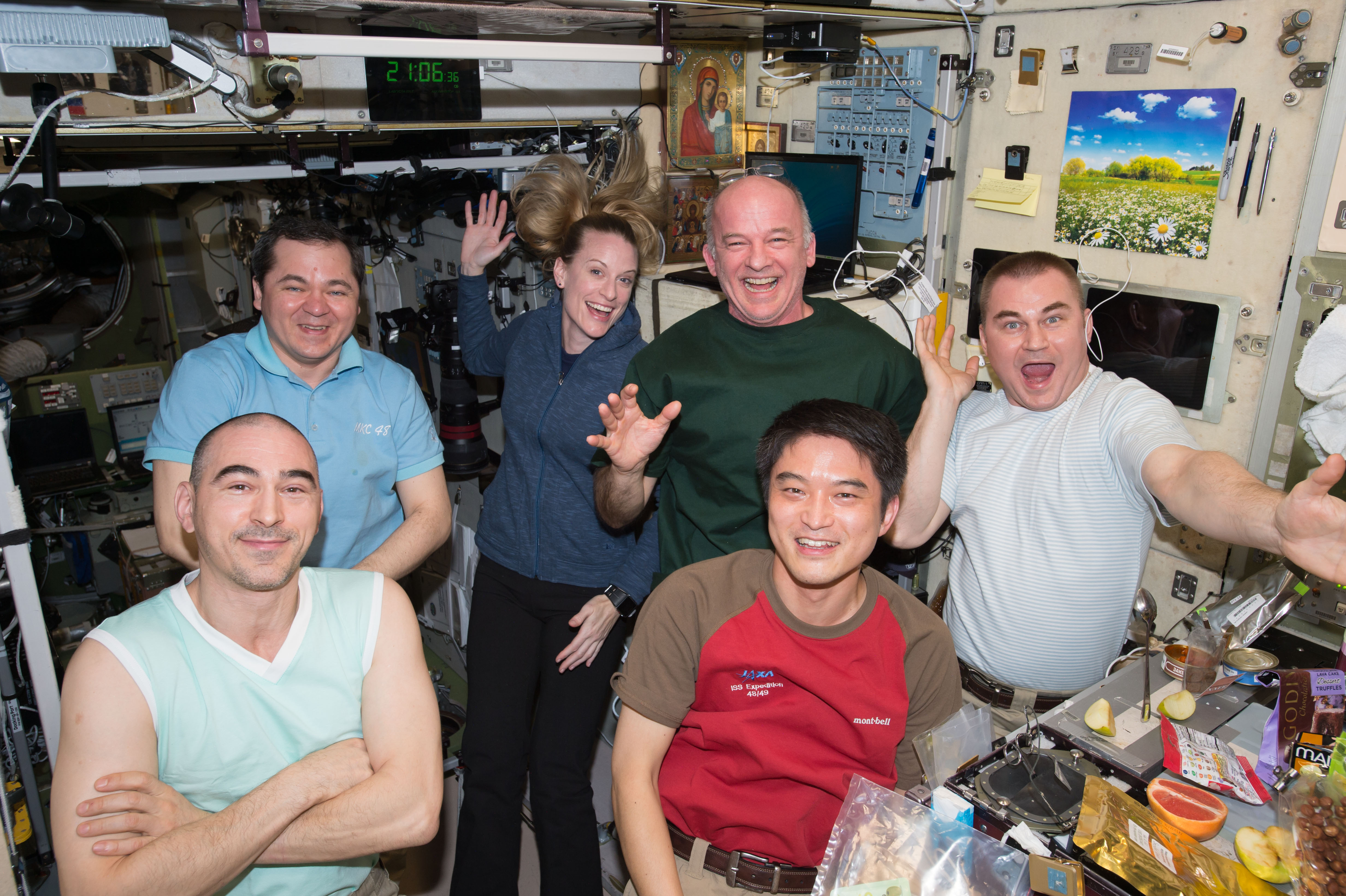
L'equipaggio dell'Expedition 48 passa una serata insieme nel modulo russo Zvezda